# نهلة رأفت
نهلة رأفت (15 ديسمبر - 1970)، ممثلة مصرية. قدمت عدد من مسرحيات ومسلسلات التلفزيون وأفلام في نهاية الثمانينيات وبداية التسعينيات من القرن العشرين. اعتزلت عام 1997 بعد زواجها من المنتج عصام إمام شقيق الممثل عادل إمام.

## من أعمالها[3]

### المسلسلات
| - شيء من الحنان:1997 - سر الأرض:1994 - وجوه للحب:1994 - ناس ولاد ناس:1993- لمياء - قلب الأسد:1993 - سبعة وجوه للحقيقة:1992 | - بين ثلاثة:1991 - صباح الخير يا جاري:1990 - عشاق لا يعرفون الحب:1990 - احلام في الهوا:1990 - ليه يا زمن:1989 - الحب في عصر الجفاف:1989- ابنة علي بك الكبير و زوجة محمد بك أبو الدهب | - أنا وأنت وبابا في المشمش (مسلسل):1989- تهاني - إثنين .. إثنين- ضيفة الحلقات - الظلال - يوميات مدينة على النيل - في المرآة - جنة حتحوت |

| - حكايات الغريب:1992- جميلة - مولد نجم:1991- ولاء - شقة الأستاذ عليوة:1989 - جواز في السر:1988 - أيام التحدي:1985- نجوى - مؤخر صداق                                              | \| - فوازير: المتزوجون في التاريخ:1993- ضيفة شرف - مسرحية: روحيه اتخطفت:1989 - مسرحية: عفريت لكل مواطن:1988 - سهرة تلفزيونية: محاكمة في الزمن الضائع - سهرة تلفزيونية: خلافات زوجية \| - سهرة تلفزيونية: زمن الحنين - سهرة تلفزيونية: الرجل المناسب - مسرحية: ليلة زواج فضة - سهرة تلفزيونية: ساعة بعمر انسان- سعاد الجمل المدرسة - برنامج: حروف وضيوف (برنامج) حروف وضيوف:ضيفة \| |
| - فوازير: المتزوجون في التاريخ:1993- ضيفة شرف - مسرحية: روحيه اتخطفت:1989 - مسرحية: عفريت لكل مواطن:1988 - سهرة تلفزيونية: محاكمة في الزمن الضائع - سهرة تلفزيونية: خلافات زوجية | - سهرة تلفزيونية: زمن الحنين - سهرة تلفزيونية: الرجل المناسب - مسرحية: ليلة زواج فضة - سهرة تلفزيونية: ساعة بعمر انسان- سعاد الجمل المدرسة - برنامج: حروف وضيوف (برنامج) حروف وضيوف:ضيفة |